# Xylocopa tumida
Xylocopa tumida är en biart som beskrevs av Heinrich Friese 1903. Xylocopa tumida ingår i släktet snickarbin, och familjen långtungebin. Inga underarter finns listade i Catalogue of Life.